# El Espinar
El Espinar er en by og kommune i det centrale Spanien i provinsen Segovia. Den har et indbyggertal på 10.145 (2024) indbyggere.